# Marcel Pourbaix
Marcel Pourbaix va néixer el 16 de setembre de 1904 a Mixega (Rússia) i va morir a Uccle (Bèlgica) el 28 de setembre de 1998. Com a electroquímic belga va desenvolupar a la Universitat Lliure de Brussel·les els diagrames que porten el seu nom.

## Biografia
Marcel Pourbaix va néixer a Mixega (Rússia), on el seu pare era un consultor en un projecte d'enginyeria. Va estudiar a Brussel·les i es va graduar a la Facultat de Ciències Aplicades de la Universitat Lliure de Brussel·les el 1927. El 1938, va inventar els diagrames pE/Ph per al qual es va fer famós. El 1939, just abans de l'esclat de la Segona Guerra Mundial, va presentar a la Facultat la seva tesi doctoral titulada Termodinàmica de solucions aquoses diluïdes. Representació gràfica de la funció del pH i el potencial.
Entre la guerra i la confusió del jurat de la tesi doctoral en el signe del potencial d'elèctrode, va impedir la finalització del procés de graduació. No obstant això, la tesi va ser presentada a la Universitat Tècnica de Delft.
Durant els anys cinquanta i seixanta, Marcel Pourbaix i els seus col·laboradors van elaborar diagrames pE/Ph per a tots els elements, i van publicar l'Atles de l'electroquímica d'equilibris, en francès l'any 1963 i en anglès l'any 1966. A principis del 1962, va introduir el concepte de potencial de protecció contra la propagació de la corrosió localitzada; aquesta idea va ser desenvolupada per ell durant l'any 1963, en relació amb les peculiars condicions electroquímiques de l'oclusió de les cel·les electroquímiques.
La tesi doctoral de Pourbaix va tenir una gran influència en la ciència de la corrosió. Ulick R. Evans va trobar aquesta feina tan important que va preparar una traducció a l'anglès, que va ser publicada per Arnold (Londres) el 1949.

## Trajectòria científica
Marcel Pourbaix va ser un dels fundadors de CITCE (Comitè Internacional de l'Electroquímica, Termodinàmica i cinètica) l'any 1949, juntament amb 13 electroquímics: Boute C., Gillis J., Julliard A. (Bèlgica), Delahay P., Van Rysselberghe P. (EUA), Bockris M., Hoar T.P. (Regne Unit), Charlot G., Valensi G.(França), Piontelli R. (Itàlia), Burgers G. (Països Baixos) i Heyrowsky J. (Txecoslovàquia). CITCE va ser un gran èxit. El 1971 el nom va ser canviat per la Societat Internacional d'Electroquímica (ISE). La composició actual és de més de 1100 membres procedents de 59 països.
El 1951 va fundar CEBELCOR (Centre Belga per a l'Estudi de la corrosió), que va esdevenir un dels primers centres del món dedicats a l'estudi teòric i experimental dels fenòmens de corrosió.
El 1952 va fundar la Comissió d'Electroquímica de la Unió Internacional de Química Pura i Aplicada (IUPAC); una de les tasques que va desenvolupar la Comissió, l'any 1953, és aclarir l'estat caòtic dels signes dels potencials d'elèctrode.
Marcel Pourbaix va ser col·laborador d'excel·lència internacional en l'àmbit de la corrosió. Va donar conferències al comitè científic de tot el món. Ha contribuït activament en la creació d'un Consell Internacional de Corrosió (CIC) amb l'objectiu de fomentar la investigació i la cooperació internacional en ciència i enginyeria de la corrosió, fomentant l'amistat entre els científics i enginyers. El 1990, l'Associació Nacional d'Enginyers de Corrosió (NACE), va crear el Premi Marcel Pourbaix que consisteix en una beca estudiantil, també la Cort Penal Internacional va crear el 1996, el Premi Marcel Pourbaix per a la Cooperació Internacional.
Marcel Pourbaix va ser un investigador infatigable, que recentment va treballar en l'Atles de la Química i equilibri electroquímic en la presència d'una fase de gas, una obra que cobreix un àmbit encara més ampli que l'Atles en solucions aquoses. Marcel Pourbaix va ser fundador, director honorari i assessor científic de la CEBELCOR, professor de la Universitat Lliure de Brussel·les, cofundador de CITCE, expresident de la Comissió d'Electroquímica de la IUPAC (1952), membre de la Cort Penal Internacional (1969), membre del Comitè Assessor d'Electrochimica Acta (1959-1972) i del Consell Executiu de la Ciència a la corrosió.

## Premis i distincions
- Premi Govern belga Premi a l'Excel·lència (1922)
- Preu de la Reial Societat belga d'Enginyers i Industrials (1933)
- Preu Gijsberti Hodenpijl la Universitat Tècnica de Delft (1940)
- Willis Rodney Whitney Award (Associació Nacional d'Enginyers de Corrosió) (1969)
- Medalla de Cavallaro (Federació Europea de la corrosió) (1975)
- Palladium Medalla (Societat Electroquímica) (1975))
- Prix Vinçotte (Comunitats Europees) (1978)
- U.R. Premi Evans (Institut de Corrosió de Ciència i Tecnologia) (1979)
- Medalla al Mèrit Marcel Pourbaix de la corrosió (Associació Mexicana d'Enginyers en Corrosió) (1981)

- Membre Avançat de la Fundació Belga Educativa (1949)
- Membre Honorari de l'Associació Australàsia de corrosió (1975)
- Soci Honorari de l'Associació Brasilera de Corrosão (1978)
- Membre de l'Institut de Corrosió de Ciència i Tecnologia (1979)
- Professor Honorari de la Universitat de Ciència i Tecnologia de Beijing (1980)
- Diplomat d'Honor de la Universitat Nacional Autònoma de Mèxic (1981)